# 40-я гвардейская пушечная артиллерийская бригада
40-я гвардейская пушечная артиллерийская бригада (40 гв. пабр), полное наименование — 40-я гвардейская пушечная артиллерийская Новороссийская ордена Ленина, дважды Краснознамённая, орденов Суворова, Кутузова, Богдана Хмельницкого и Александра Невского бригада — гвардейское формирование, воинская часть Вооружённых Сил СССР в Великой Отечественной войне. До 1964 года являлась самой орденоносной частью ВС СССР.

## История
Формирование 40-й гвардейской пушечной артиллерийской бригады (40-я гв. пабр) началось в мае 1944 года в селе Городыня (30 км северо-западнее г. Луцк), на основании приказа НКО СССР от 15 мая 1944 года «Об усилении армий артиллерийскими средствами контрбатарейной борьбы» и приказа Командующего войсками 1-го Украинского фронта (1-й УкрФ) № 0051 от 21 мая 1944 года. На базе 69-го гв. АП была сформирована 40-я гвардейская пушечная артиллерийская Новороссийская Краснознамённая ордена Суворова бригада.
На формирование бригады были обращены:
- 69-й гвардейский артиллерийский Новороссийский Краснознамённый ордена Суворова полк;
- 76-й гвардейский артиллерийский Краснознамённый полк;
- 621-й отдельный разведывательный артиллерийский дивизион.

В составе бригады были образованы:
- два дивизиона 152-мм пушек-гаубиц (24 орудия)
- один дивизион 122-мм пушек (12 орудий)
- разведывательный артиллерийский дивизион.

Общая численность бригады установлена в 1381 человек.

#### Предыстория 6-й ктапбм / 56-й ап / 229-й кап / 69-й гв. пап
«31 марта 1936 года приказом НКО СССР в Одессе штабом 6-го стрелкового корпуса, на базе прибывшего 16 июня 1936 года учебного дивизиона 137-го артиллерийского полка АРГК», прибывший из Чугуева Харьковского военного округа и выпускников Одесского артиллерийского училища имени М. В. Фрунзе, начал формироваться 6-й корпусной тяжёлый артиллерийский полк большой мощности (6-й ктапбм) по штату 04/804. Командиром полка стал Арефьев Валентин Павлович.
«Приказом НКО СССР № 0158 от 10 ноября 1936 года полк переименован в 56-й корпусной тяжёлый артиллерийский полк (56-й ктап) в составе 6-го стрелкового корпуса».
1 мая 1937 года на Куликовом Поле в г. Одессе полк был впервые приведён к присяге.
«С 7 по 14 сентября 1939 года полк переформирован по штату военного времени № 04/804 и переименован в 229-й тяжёлый корпусной артиллерийский полк (229-й ктап) и в составе 10-и эшелонов отправлен в поход с ж/д ст. Одесса». В состав полка входили три дивизиона: 1-й — 122-мм гаубица, 2-й — 152-мм гаубица-пушка и 3-й — 203-мм гаубица, буксируемые тракторами ЧТЗ-60 и ЧТЗ-65.
«С 17 октября 1939 года после совершения боевого марша по территории Западной Украины в составе 6 СК КОВО  полк дислоцируется в с. Грушев Яворовского района Львовской области».
В декабре 1939 года 500 бойцов и командиров 2-го дивизиона полка были выделены для участия в боях с белофиннами.
22 июня 1941 года, уже как 229-й корпусной артиллерийский полк (229-й кап), полк находился на Львовских спецартлагерях и занимался боевой подготовкой. С 22 по 30 июня полк вёл боевые действия на Львовском выступе в составе 6-й армии  Юго-Западного фронта. В районе Нагачев полк воевал против 1-й горно-стрелковой дивизии (нем. 1.Gcb.) Вермахта. В середине августа полк с боями, потеряв всю материальную часть, отошёл за левый берег реки Днепр.
16 августа 1941 года полк отбыл на переформирование в с. Луговое Курской области, теперь он стал называться 69-й артиллерийский полк (69-й ап), вооружённый 107-мм пушками.
В октябре 1941 года полк снова вступает в бой с немецкими захватчиками.
В конце 1941 года 69-й ап занял оборону на рубеже реки Северный Донец, где успешно была решена задача огромной важности — враг не смог форсировать реку и был остановлен.
За умелые действия в ходе наступательной операции под г. Изюм в начале 1942 года полку было присвоено звание «Гвардейский».
28 июня 1942 года полку было вручёно Гвардейское Знамя, а полк стал называться 69-й гвардейский артиллерийский полк (69-й гв. ап). Весь год полк вёл ожесточённые оборонительные бои на Кавказе. А в январе 1943 года полк был выдвинут в район города Новороссийска в состав Северо-Кавказского фронта.
По почину колхозников Тамбовской области по сбору денежных средств для фронта, бойцы и командиры 69-го гв. ап внесли в счёт полевого Госбанка 365 тысяч 753 рубля. А 1.04.1943 года по радио был передан Указ ПВС СССР о награждении полка орденом Красного Знамени.
16 сентября 1943 года в ходе ожесточённых боёв город Новороссийск был освобождён. Полку, приказом Верховного Главнокомандующего (ВГК) № 13, присвоено почётное наименование «Новороссийский».
9 октября 1943 года закончилась операция по освобождению Таманского полуострова и полк был переброшен по ж/д к городу Житомир. Во второй половине декабря 1943 года полк прорвав оборону противника под Брусиловом, вёл наступательные бои по направлению Бердичев — Комсомольск в составе 18 А 1-го УкрФ.
За штурм и освобождение города Бердичев полк, Приказом ВГК № 56 от 6 января 1944 года, был награждён орденом Суворова 2-й степени.
В мае 1944 года полк убыл на формирование 40-й гвардейской пушечной артиллерийской бригады.
В действующей армии 229 кап: 22.06.1941 — 28.04.1942.
В действующей армии 69 гв. пап: 24.04.1942 — 19.11.1943, 30.11.1943 — 25.05.1944.
Командиры 56 кап / 229 кап / 69 гв. пап:
- комполка Арефьев Валентин Павлович (1936—1939),
- полковник Романов (1939),
- майор / подполковник / полковник Винарский Феодосий Яковлевич (с 1940, затем командующий артиллерией 273-й СД),
- майор / подполковник Петруня Иван Демьянович (с 1943, с 1944 — командир 40 гв. пабр);

Начальники штаба:
- капитан / майор Григуль Георгий Иванович (с 1941, в 9.1942 — командир полка),
- майор Молодец Михаил Семёнович (1943);

#### Предыстория 602-й пап / 76-й гв. пап
76-й гвардейский пушечный артиллерийский Краснознамённый полк является правопреемником 602-го пушечного артиллерийского полка, который формировался с 24 августа по 28 сентября 1941 года в местечке Косячево около г. Шуя. В основе полка были жители г. Шуя и Ивановской области, а на вооружение — 107-мм пушка образца 1910/30 годов.
1 октября 1941 года полк выступил на фронт, войдя в состав 38-й армии Юго-Западного фронта.
Свой боевой путь полк начал 5 октября 1941 года, под ж/д станцией Искровка и посёлком Коломак Полтавской области. Участвовал в боях под Харьковом 1941 года.
22 октября 1941 года выведен в тыл на доформирование.
1 декабря полк закончил доукомплектование и в составе 40-й армии Юго-Западного фронта, под командованием подполковника Юрова, направлен на правый фланг фронта, на Елецкое направление, для контрнаступления Красной Армии под Москвой. До 1-го июля 1942 года полк участвовал в оборонительных боях западнее города Тим Курской области, в обороне Воронежа, в январе 1943 года в наступательных боях в направлении Харькова.
25 июля 1942 года вновь переформировавшись и перевооружившись на 152-мм пушки-гаубицы образца 1937 года, 602-й пап, в составе 40-й армии Воронежского фронта, выступил громить врага под Воронежем, на южном участке Курской дуги, а затем в освобождении Киева.
18 ноября 1942 года вышло постановление НКО СССР: «За проявленную отвагу в боях за Отечество с немецкими захватчиками, за стойкость, мужество, дисциплинированность, за героизм личного состава ПРЕОБРАЗОВАТЬ: 602 Пушечный Артиллерийский Полк в 76 Гвардейский Пушечный Артиллерийский Полк, преобразованному полку вручить Гвардейское Знамя»;
9 декабря 1942 года в адрес 76-го гв. пап отправлена Грамота в том, что трудящиеся (!) города Шуи Ивановской области награждают полк орденом Красного Знамени;
12 января 1943 года полк под Гвардейским Краснознамённым Знаменем пошёл в бой на прорыв сильно укреплённой обороны противника на Урыво-Селявинском плацдарме.
30 января 1943 года гвардейцы участвовали во взятие села Горшечное, а с 1 по 5 февраля — города Старый Оскол. Полк своим метким огнём обеспечил взятие Короча, а затем Белгорода.
Наши части, при массированном поддержки артиллерии, смогли сломить отчаянное сопротивление противника и освободить город Харьков. Далее полк действовал в направлении города Сумы.
Летом 1943 года полк участвует в оборонительных боях по отражению танковых атак противника на Курской дуге в районе Трефиловка — Ивня.
8 ноября 1943 года полк переподчиняется 38 армии 1-го Украинского фронта. а 11 ноября вместе с пехотой успешно форсирует Днепр южнее Киева и до конца января 1944 года удерживали плацдарм. В ночь с 1-го на 2-е февраля 1944 года, потеряв всю матчасть и 30 % личного состава, полк вышел из окружения.
27 апреля 1944 года, после формирования в Житомире, 76-й гв. пап переброшен по ж/д в район местечка Торчин, войдя в состав 3-й гвардейской армии 1-го Украинского фронта, до июля вёл контрбатарейную борьбу с артиллерией противника. А 5 июля 1944 года вошёл в состав 40-й гвардейской пушечной артиллерийской бригады.
В действующей армии 602 пап: 4.10.1941 — 17.11.1942.
В действующей армии 76 гв. пап: 17.11.1942 — 1.06.1944.
Командиры 602-го пап / 76-го гв. пап:
- майор Волков Сергей Васильевич (1941, ранен 8.10.1941),
- ст. лейтенант / капитан Дымнич Иван Григорьевич (с 8.10.1941, с 28.09.1941 — нач. штаба, пропал без вести 6.07.1942),
- подполковник / полковник Юров Иван Леонтьевич (погиб 3.07.1942),
- капитан Чистяков Василий Егорович (с 3.07.1942, нач. штаба полка),
- гвардии майор / подполковник Куликов Фёдор Васильевич (с 18.07.1942, с 1944 — ком-р 33 пабр),
- гвардии подполковник Малыгин Николай Александрович (1943, пропал без вести в 2.1944),
- гвардии подполковник Белов Василий Андреевич (1944, затем нач. штаба 40-й гв. пабр),
- гвардии подполковник Чистяков Василий Егорович (с 3.1944);

Начальники штаба:
- ст. лейтенант Морачевский Владимир Леонтьевич (1941, пропал без вести 21.12.1941),
- капитан Дымнич Иван Григорьевич (с 28.09.1941),
- капитан / майор Чистяков Василий Егорович (1942, с 3.1944 — командир полка),
- гвардии капитан / майор Юшковский Михаил Фёдорович (1943, погиб 24.01.1944),
- гвардии капитан Маев Николай Иванович (1944),
- гвардии майор Братчиков (3.1944),
- гвардии подполковник Молодец Михаил Семёнович (6.1944);

### В составе 40-й гв. пабр
Бригада формировалась без прекращения боевых действий и была сформирована 5 июня.
6 июля 1944 года сформированная бригада была переброшена по ж/д под г. Горохув, а 13 июля в составе 3-я гвардейская армия (3-й гв. А) 1-го Украинского фронта, вела наступательные бои по направлению Горохув — Сокаль — Замостье — Сандомир и, форсировав реку Висла, овладела городом Сандомир (18.08.1944). На Сандомирском плацдарме занимала оборону вплоть до января 1945 года.
В феврале 1945 года во время наступления на Кабенском плацдарме участвовала во взятии города Глогау.
За взятие большого промышленного города Польши Кельце, 19 февраля 1945 года бригада была награждена орденом Богдана Хмельницкого 2-й степени.
5 апреля 1945 года, за удержание переправы при форсировании реки Одер — орденом Кутузова 2-й степени.
За штурм и взятие крепости Глогау, 26 апреля 1945 года бригада была награждена орденом Александра Невского.
16 апреля части 3-й гв. армии успешно форсировали р. Нейссе и вышли на рубежи подготовки наступления на Берлин. В этот период бригада вела бои за освобождение городов Форст, Коттбус, Любен, Хальбе.
2 мая первый дивизион бригады, приданный в состав 3-й гвардейской танковой армии (3-я гв. ТА) 1-го Украинского фронта, участвовал в штурме Берлина и первым открыл огонь по нему.
6 мая части бригады вели бои за взятие г. Дрезден, началась Пражская наступательная операция. Овладев городом бригада вела наступательные бои по овладению городами Катек, Вильсдруф, Фридерсдорф, Новемясто, Теплице-Шапе, Лоуни, Слани, а 9 мая 1945 года бригада участвует в боях за освобождение города Прага.
25 мая 1945 года за мужество и доблесть в боях за взятие Берлина бригада была награждена высшей наградой — орденом Ленина.
За годы войны бригада 7 раз была отмечена в Приказах ВГК.
По окончании войны бригада стала именоваться — 40-я гвардейская пушечная артиллерийская Новороссийская ордена Ленина, дважды Краснознамённая, орденов Суворова, Кутузова, Богдана Хмельницкого и Александра Невского бригада.

## Послевоенное время — 40-я гв. пабр / 112-я гв. рбр
После войны 40-я гв. пабр дислоцировалась в ЦГВ, ЗГВ.
В мирное время бригада неоднократно поощрялась руководством страны и командованием:
- 14 октября 1953 года за отличные действия на учениях часть получила благодарность от Министра Обороны СССР.

- За заслуги в защите Родины в честь 50-летия Великого Октября в 1967 году часть была награждена Памятным Юбилейным Знаменем ЦК КПСС, Президиума Верховного Совета СССР и Совета Министров СССР.

- За успехи в соревновании в честь 110-й годовщины со дня рождения В. И. Ленина часть была награждена Почётной ЛЕНИНСКОЙ Грамотой.

112-я гв. рбр
В марте 1960 года бригада переформировалась и стала именоваться 112-я ракетная бригада. А в апреле 1961 года ей вернули награды и наименование 40-й гв. пабр и она стала называться — 112-я гвардейская Новороссийская ордена Ленина, дважды Краснознамённая, орденов Суворова, Кутузова, Богдана Хмельницкого и Александра Невского ракетная бригада (112-я гв. рбр, в/ч 14353).
В 1961 году вошла в состав 2-й Гв. ТА Группы советских войск в Германии (ГСВГ).
Состав:
- Штаб бригады (управление) в/ч пп 64563 — Нойруппин (нем. Neuruppin);

- 1-й дивизион (1-й рдн) — 538 ордн — в/ч пп 14353 — Генцроде (нем. Genzrode) (позывной "Заколка"), прибыл в 1963 году из состава 162 рбр из КВО (г. Белая Церковь);

- 2-й дивизион (2-й рдн) — 204 ордн — в/ч пп 64569 — Витшток (нем. Wittstock) (позывной "Альбумин"), прибыл в июле 1963 года из ОдВО из 14 армии 173 рбр (в/ч пп 33867, г. Бендеры), на вооружение — 8К14;

- 3-й дивизион (3-й рдн) — 742 ордн — в/ч пп 24653 — Ратенов (нем. Rathenow) (позывной «Гастроном», на вооружение — 9К72 «Точка У»[24]), прибыл из ПрикВО в 1963 году;

С 1991 года дислоцируется в г. Шуя Ивановской области (в/ч 03333, на вооружение с 8.07.2014 года — 12 ПУ РК 9К720 «Искандер-М»).

## Состав
- штаб бригады;
- 1-й дивизион: 1-я батарея, 2-я батарея, 3-я батарея;
- 2-й дивизион: 4-я батарея, 5-я батарея, 6-я батарея;
- 3-й дивизион: 7-я батарея, 8-я батарея, 9-я батарея;
- разведывательный дивизион;
- В Действующей армии: 21.05.1944 — 11.05.1945;

## Подчинение
| дата      | фронт                | армия                  | примечания |
| --------- | -------------------- | ---------------------- | --- |
| 1.06.1944 | 1-й Украинский фронт | 3-я гв. А              | |
| 1.07.1944 | 1-й Украинский фронт | 3-я гв. А / 1-я гв. ТА | Бои за переправу через р. Западный Буг. 24.07.1944 — бои за г. Ярослав. |
| 1.08.1944 | 1-й Украинский фронт | 3-я гв. А              | Приказом ВГК № 167 от 18 августа 1944 г. за овладение г. Сандомир объявлена благодарность. |
| 1.09.1944 | 1-й Украинский фронт | 3-я гв. А              | |
| 1.10.1944 | 1-й Украинский фронт | 3-я гв. А              | |
| 1.11.1944 | 1-й Украинский фронт | 3-я гв. А              | |
| 1.12.1944 | 1-й Украинский фронт | 3-я гв. А              | |
| 1.01.1945 | 1-й Украинский фронт | 3-я гв. А              | |
| 1.02.1945 | 1-й Украинский фронт | 3-я гв. А              | Приказом ВГК № 278 от 14.02.1945 г. за овладение городами Силезии Нейштедтель, Нейзальц, Фрейштадт, Шпроттау, Гольдберг, Яуэр, Штригау объявлена благодарность. Приказом ВГК № 281 от 15.02.1945 г. за овладение городом Силезии Грюнберг и в провинции Вранденбург городами Зоммерфельд и Зорау объявлена благодарность. За взятие большого промышленного города Кельце (Польша) Указом ПВС СССР от 19.02.1945 г. — орден Богдана Хмельницкого 2-й степени. |
| 1.03.1945 | 1-й Украинский фронт | 3-я гв. А              | |
| 1.04.1945 | 1-й Украинский фронт | 3-я гв. А              | Приказом ВГК № 325 от 1.04.1945 г. за овладение городом и крепостью Глогау (Глогув) объявлена благодарность. За удержание переправы при форсировании реки Одер — орден Кутузова II ст., а Указом ПВС СССР от 26.04.1945, за взятие Глогау — орден Александра Невского. |
| 1.05.1945 | 1-й Украинский фронт | 3 гв. ТА / 3 гв. А     | 1-й дивизион был придан 3-й гв. ТА для штурма Берлина. Приказом ВГК № 357 от 2.05.1945 г. за окружение и ликвидации группы немецких войск юго-восточнее Берлина объявлена благодарность. Закончила войну 11.05.1945 г. в г. Прага. За мужество и доблесть в боях за взятие Берлина — орден Ленина. |

## Награды
| Награды / Наименование                 | Дата       | За что получена                                                                                    |
| -------------------------------------- | ---------- | -------------------------------------------------------------------------------------------------- |
| Почётное звание «Гвардейская»          | 30.04.1942 | по преемственности (от 69-го гв. ап) За умелые действия в ходе наступательной операции под г. Изюм |
| Почётное наименование «Новороссийская» | 16.09.1943 | по преемственности (от 69-го гв. ап). Приказ ВГК № 13 за освобождение г. Новороссийск              |
| Орден Красного Знамени                 | 9.02.1944  | по преемственности (от 69-го гв. ап) За мужество и героизм при форсировании р. Днепр               |
| Орден Красного Знамени                 | 9.12.1942  | по преемственности (от 76-го гв. ап)                                                               |
| Орден Суворова II степени              | 6.01.1944  | по преемственности (от 69-го гв. ап). За штурм и освобождение г. Бердичев — Приказ ВГК № 56.       |
| Орден Богдана Хмельницкого II степени  | 19.02.1945 | За взятие большого промышленного города Польши Кельце                                              |
| Орден Кутузова II степени              | 5.04.1945  | За удержание переправы при форсировании реки Одер                                                  |
| Орден Александра Невского              | 26.04.1945 | За штурм и взятие г. Глогау (Глогув)                                                               |
| Орден Ленина                           | 25.05.1945 | За мужество и доблесть в боях за взятие Берлина                                                    |

## Командиры бригады
С момента её образования, с 5.1944 г. по 6.1960 г. — 40-я гвардейская пушечная артиллерийская бригада:
- гвардии майор / подполковник / полковник Петруня, Иван Демьянович (с 5.1944 по 2.1946),
- гвардии полковник Гильман, Яков Моисеевич (с 2.1946 по 8.1949),
- гвардии полковник Чапаев, Александр Васильевич (с 8.1949 по 12.1950),
- гвардии полковник Леусенко, Илья Ильич (с 12.1950 по 5.1952),
- гвардии полковник Поярков, Алексей Терентьевич (с 5.1952 по 9.1953),
- гвардии полковник Клепиков, Игорь Борисович (с 9.1953 по 11.1955),
- гвардии полковник Вагаев, Иван Иванович (с 11.1955 по 8.1958),
- гвардии подполковник Гарашин, Никифор Леонтьевич (с 8.1958 по 5.1960)

С 6.1960 г. — 112-я гвардейская ракетная бригада:
- гвардии полковник Дешко Алексей Афанасьевич (с 5.1960 по 2.1961),
- гвардии полковник Опарин Иван Григорьевич (с 2.1961 по 11.1962),
- гвардии полковник Куликов Геннадий Михайлович (с 11.1962 по 12.1968),
- гвардии полковник Захаров Вадим Михайлович (с 12.1968 по 10.1970),
- гвардии полковник Греков Борис Владимирович (с 10.1970 по 10.1973),
- гвардии полковник Заболотный Виктор Сергеевич (с 10.1973 по 9.1975),
- гвардии полковник Богачёв Василий Иванович (с 9.1975 по 9.1978)[27],
- гвардии полковник Жихарев Сергей Петрович (с 9.1978 по 9.1983),
- гвардии полковник Гормаков Игорь Алексеевич (с 9.1983 по 5.1988),
- гвардии полковник Благовещенский Сергей Васильевич (с 5.1988 по 5.1998),
- гвардии полковник Савинкин Александр Иванович (с 5.1998 по 7.2003),
- гвардии полковник Мешков Александр Иванович (с 7.2003 по 4.2007),
- гвардии полковник Оврашко Владимир Иванович (с 4.2007 по н.в.).

## Бригадная песня
МАРШ-ПЕСНЯ
«ГВАРДЕЙСКАЯ, НОВОРОССИЙСКАЯ»
Музыка гвардии капитана Вашкевича Г. Н.
Слова гвардии полковника Шилова А. А.

I) Мы внуки тех, кто в битвах ратных
Отчизну нашу отстоял,
Кто всех врагов своих заклятых
С земли родимой изгонял.
Припев:
Гвардейская, новороссийская,
Ведёт тебя к победам алый стяг.
Цвети победоносная, семиорденоносная,
Гвардеец не отступит ни на шаг.

II) Мы в Группе войск Советских служим
А грянет гром — нам первым в бой !
В семье солдатской крепко дружим
Один со всеми — все со мной !
Припев:
III) На нашем Знамени сияют
Семь кровью добытых наград.
И пусть враги Отчизны знают —
Имеем мощный мы заряд.
Припев:

## Герои Советского Союза
- Дейнеженко, Михаил Никифорович, гвардии капитан, командир батареи 1-го дивизиона.

## Память

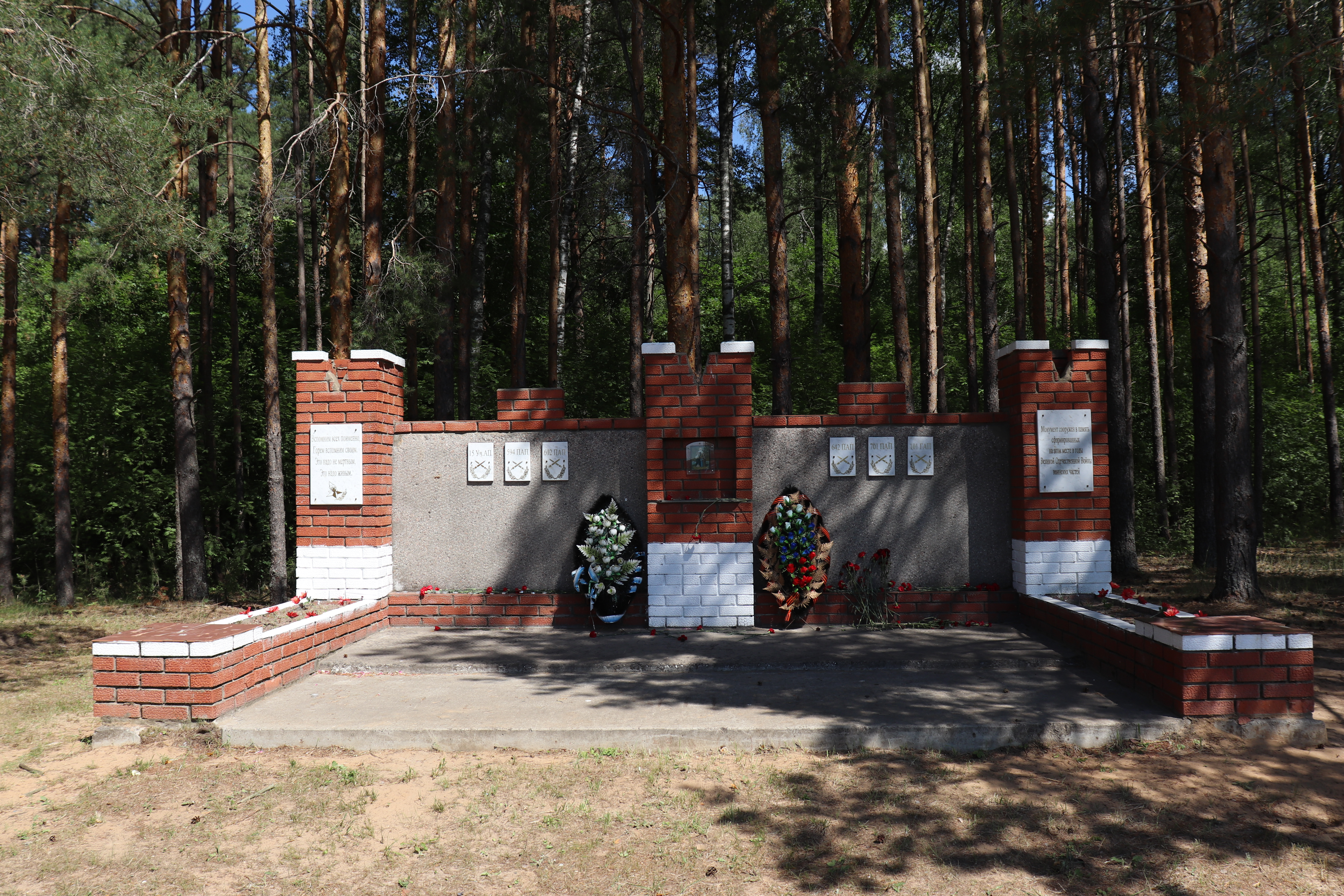
Мемориал памяти о сформированных на Шуйской земле войсковых частях, у деревни Косячево.

- В г. Новороссийск 12 км Сухумского шоссе стоит Монумент в память 69-му гв. АП с надписью: «Здесь в дни героической обороны и освобождения города Новороссийска в 1943 году был центр боевого порядка 69 гвардейского артиллерийского полка»;
- Внутри Мемориала «Малая земля» (Новороссийск, Россия), на стене Памяти, есть запись «69-му гвардейскому артиллерийскому полку»;
- Решением директора и педагогического совета СШ № 8 г. Одесса (Украина) решено восстановить Музей Боевой Славы (2011 г.);
- Благодаря совместной работе Совета ветеранов 602-го пушечного артиллерийского полка и клуба «Поиск» шуйской школы № 18 в 1975 году у деревни Косячево Шуйского района был установлен памятный знак о сформированных на Шуйской земле войсковых частях: 602-го пушечного и 101-го гаубичного артиллерийских полках. Со временем удалось установить наименования ещё четырёх сформированных артиллерийских полков: 15-го учебного, 594-го, 642-го и 701-го пушечных. Поэтому Шуйский совет ветеранов военной службы выступил с инициативой возведения на этом месте нового монумента, который был открыт 28 июня 2009 года.;
- 28 июня 2015 года по инициативе Шуйского совета ветеранов воинской службы и благодаря поддержки командования 112-й гв. РБр, администрации Шуи и Остаповского сельского поселения, состоялось открытие нового Монумента памяти;